# Skamstrup Sogn
Skamstrup Sogn 

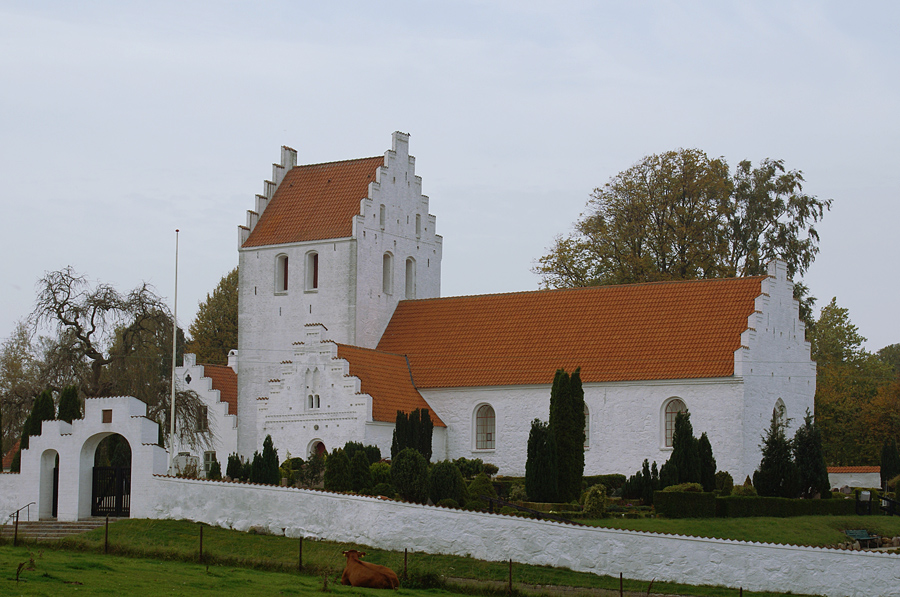
Skamstrup Kirke

ist eine ehemalige Kirchspielsgemeinde (dän.: Sogn)
auf der Insel Sjælland im südlichen Dänemark.
Bis 1970 gehörte sie zur Harde Tuse Herred im damaligen Holbæk Amt, danach zur Tornved Kommune im Vestsjællands Amt, die im Zuge der  Kommunalreform zum 1. Januar 2007 in der Holbæk Kommune in der Region Sjælland aufgegangen ist. Am 2. Dezember 2012 wurde Skamstrup Sogn mit dem östlich benachbarten Frydendal Sogn zum Skamstrup-Frydendal Sogn zusammengelegt.
Im Kirchspiel lebten am 1. Oktober 2012 1724 Einwohner, im Frydendal Sogn 57.
Im Kirchspiel liegt die Kirche „Skamstrup Kirke“.
Nachbargemeinden waren im Westen Holmstrup Sogn, im Nordwesten Jyderup Sogn, im Norden Stigs Bjergby Sogn, im Nordosten Mørkøv Sogn und im Osten Frydendal Sogn und Undløse Sogn, ferner in der benachbarten Sorø Kommune im Südosten Niløse Sogn und in der benachbarten Kalundborg Kommune im Südwesten Reerslev Sogn.